# Xestia erschoffi
Xestia erschoffi är en fjärilsart som beskrevs av Otto Staudinger 1896. Xestia erschoffi ingår i släktet Xestia och familjen nattflyn. Inga underarter finns listade i Catalogue of Life.